# Династија (ТВ серија из 1981, 6. сезона)
Шеста сезона серије Династија премијерно је емитована у Сједињеним Америчким Државама на каналу АБЦ од 25. септембра 1985. године до 21. маја 1986. године. Радња серије коју су створили Ричард и Естер Шапиро, а продуцирао Арон Спелинг, врти се око породице Карингтон, богате породице из Денвера у Колораду.
Главне улоге у шестој сезони тумаче: Џон Форсајт као нафтни тајкун и милионер Блејк Карингтон, Линда Еванс као његова нова супруга Кристал, Џон Џејмс као женскарош Џеф Колби, Памела Белвуд као проблематична супруга геолога "Денвер−Карингтона" Клаудија Блајздел, Гордон Томсон као Блејков старији син Адам, Џек Колман као Блејков млађи син Стивен, Мајкл Нејдер као предузетник Декс Декстер, Катарина Оксенберг као Блејкова и Алексисина млађа ћерка Аманда, Мајкл Прејд као Амандин вереник Краљевић Мајкл од Молдавије, Тед Макгинли као дечко Семи Џо Клеј Фалмонт, Кристофер Казенов као Блејков брат Бен, Ема Самс као Блејкова тврдоглава ћерка Фалон, Хедер Локлер као Кристалина сестричина Саманта Џозефин Дин, Џорџ Хамилтон као глумац Џоел Абригор, Кејт О’Мара као Алексисина сестра Касандра Морел, Дајен Керол као Блејкова полусестра Доминик Деверо, Џоан Колинс као Блејкова бивша супруга Алексис, Чарлтон Хестон као Џефов стриц Џејсон, Кен Хауард као заступник породице Колби Гарет Бојдстон, Максвел Колфилд као Џефов брат од стрица Мајлс и Барбара Стенвик као Џефова тетка Констанц.
Огранак серија Колбијеви почела је у новембру 1985. године, а Џон Џејмс, Ема Самс, Чарлтон Хестон и Барбара Стенвик су наставили да тумаче своје ликове Џефа Колбија, Фалон Карингтон, Џејсона и Констанц Колби тамо.

## Развој
Почетак серије, епизоду „Последице” 28,1 милион гледалаца што је била највећа гледаност у целој серији јер су гледаоци хтели да виде ко је преживео "Молдавијски покољ", завршницу пете сезоне. Једине жртве су биле Стивенов дечко Лук Фулер (Вилијам Кембел) и Џефова могућа љубав леди Ешли Мичел (Али МекГро). 2006. године, у ЦБС-овом специјалу Династија на окупу: Туче и кавијар, Гордон Томсон је рекао да је "наставак" није ваљао, а не сама завршница. Џон Џејмс је 2001. године у једној епизоди емисије Е! Истинска холивудска прича о Династији рекао да се у "Молдавијском покољу" серије "преждрала" и "препумпала" нечувеношћу. Џоан Колинс је неким чудом била одсутна на почетку шесте сезоне јер је била у тесним преговорима око уговора за серију јер је тражила већу плату. У серију се вратила у другој епизоди.
Иако је и даље била у првих десет серија, Династија је пала са првог на седмо место по гледаности у шестој серији. Огранак серија Колбијеви је почела у новембру 1985. године, а у њој су између осталих у главним улогама били и Џон Џејмс, Ема Самс, Чарлтон Хестон и Барбара Стенвик као Џеф Колби, Фалон Карингтон и Џејсон и Констанц Колби, ликови које су тумачили у Династији.

## Радња
Разљућена Блејком, Алексис је пронашла његовог отуђеног брата Бена па су њих двоје решили да опељеше Блејка. Алексисина сестра Карес Морел се такође појавила и изазивала јој је невоље. Стивеново дружење са затвореним Бартом Фалмонтом (Кевин Конрој) је упропашћено Адамовом пословно опредељеном објавом да је Барт педер. Кристал је узета као таокиња и на њено место је дошла њена двојница Рита (и њу је тумачила Евансова) која сарађује са једним преварантом како би опељешили Блејка. Аманда, која се развела од краљевића Мајкла, се бори са Семи Џо око Клеја Фалмонта. У завршници 21. маја 1986. године, Блејк је почео да дави Алексис, а остатак ликова је било у смртној опасности у хотелу "Ла Мираж" који је случајно запалила Клаудија.

## Улоге

### Главне
- Џон Форсајт као Блејк Карингтон
- Линда Еванс као Кристал Карингтон
- Џон Џејмс као Џеф Колби (епизоде 1-8)
- Памела Белвуд као Клаудија Блајздел (епизоде 1-18, 23-31)
- Гордон Томсон као Адам Карингтон
- Џек Колман као Стивен Карингтон
- Мајкл Нејдер као Декс Декстер
- Катарина Оксенберг као Аманда Карингтон
- Мајкл Прејд као краљевић Мајкл (епизоде 1-20)
- Тед Макгинли као Клеј Фалмонт (епизоде 22-25, 30)
- Кристофер Казенов као Бенџамин Карингтон (епизоде 21-31)
- Ема Самс као Фалон Карингтон (епизоде 1-8, 18)
- Хедер Локлер као Саманта Џозефин Дин (епизоде 1-12, 14-17, 19-23, 27, 29-31)
- Џорџ Хамилтон као Џоел Абригор (епизоде 2-17)
- Кејт О’Мара као Касандра Морел (епизоде 18-29, 31)
- Дајен Керол као Доминик Деверо (епизоде 1, 3-17, 19, 29-31)
- Џоан Колинс као Алексис Карингтон
- Чарлтон Хестон као Џејсон Колби (епизоде 3-4, 6-7)
- Кен Хауард као Гарет Бојдстон (епизоде 6-8, 10, 13, 16-17, 19, 21-22, 26, 28-29, 31)
- Максвел Колфилд као Мајлс Колби (епизоде 1-8, 18)
- Барбара Стенвик као Констанц Колби (епизоде 3-4, 6-7)

### Епизодне
- Кејт О’Мара као Касандра Морел (епизоде 14-15)
- Трејси Скоџинс као Моника Колби (епизоде 6-7)
- Стефани Бичам као Сабела Колби (епизоде 6-7)

## Епизоде
| Бр. еп. (укупно) | Бр. еп. (у сезони) | Наслов                 | Редитељ        | Сценариста                                                         | Премијера           | Прод. код | Гледаност у САД-у (милиони) |
| --- | ------------------ | ---------------------- | -------------- | ------------------------------------------------------------------ | ------------------- | --------- | --------------------------- |
| 118 | 1                  | "Последице"            | Роберт Ширер   | Синопсис: Едвард Де Бласио Сценарио: Дајана Гулд                   | 25. септембар 1985. | DY-116    | 28.10                       |
| У нападу током Мајклове и Амандине свадбе погинули су леди Мичел и Лук. Алексис је нестала у току напада, а остатак званица је у међувремену узето за таоце у двору. Семи Џо је открила свој план Рити да замени Кристал како би се дочепала новца који јој је отац оставио. Фалон је у Лос Анђелесу упознала Мајлса Колбија. Мајклу је речено да му је отац погинуо, али кад је Кристал открила да то није истина, и њу су затворили у тамницу. |                    |                        |                |                                                                    |                     |           |                             |
| 119 | 2                  | "Повратак кући"        | Ким Фридмен    | Синопсис: Денис Тарнер Сценарио: Дајана Гулд                       | 2. октобар 1985.    | DY-117    | 23.40                       |
| Блејк је обезбедио Кристалино и Алексисино пуштање па су се сви вратили у Денвер на сахрану Луку Фулеру. Адам је притиснуо Клаудију да се уда за њега. Алексис је убеђена да је краљ Гален и даље жив. Семи Џо је упознала Ритиног дечка Џоела Абригора.Прва појава Џоела Абригора. |                    |                        |                |                                                                    |                     |           |                             |
| 120 | 3                  | "Калифорнијанци"       | Гвен Арнер     | Синопсис: Едвард Де Бласио Сценарио: Дајана Гулд                   | 9. октобар 1985.    | DY-118    | 22.50                       |
| Блејк је одлучио да уђе у посао са Џејсоном Колбијем, Џефовим отуђеним стрицем. Декс се разбеснео кад је Алексис поменула да би могао да оде на задатак да спаси краља Галена. Рита је отишла на пластичну операцију да би још више личила на Кристал. Како се Фалон и Мајлс све више зближавају, Џефа је позвала телефоном тетка Констанц и ургирала да дође у Калифорнију.Прва појава Џејсона Колбија и Констанц Колби. |                    |                        |                |                                                                    |                     |           |                             |
| 121 | 4                  | "Човек"                | Дон Медфорд    | Синопсис: Денис Тарнер Сценарио: Дајана Гулд и Скот М. Хамнер      | 16. октобар 1985.   | DY-119    | 20.60                       |
| Констанц је дала Џефу пола породичног посла у предузећу "Колби". Кристал је покушала да се помири са Семи Џо, а она је наставила са својим планом да Рита замени Кристал. Стање у Молдавији је наставило да затеже Амандин и Мајклов брак. Џоел је рекао Рити да Семи Џо слободно узме свој новац, а они ће богатство Карингтонових. |                    |                        |                |                                                                    |                     |           |                             |
| 122 | 5                  | "Венчаница"            | Роберт Ширер   | Синопсис: Денис Тарнер Сценарио: Дајана Гулд и Скот М. Хамнер      | 30. октобар 1985.   | DY-120    | 22.00                       |
| Џеф је рекао Блејку да се сели у Лос Анђелес. Адам и Клаудија су се венчали. Кристал је први пут видела Риту у Делта Роу што је довело до неочекиваних последица. |                    |                        |                |                                                                    |                     |           |                             |
| 123 | 6                  | "Титани (1. део)"      | Роберт Ширер   | Синопсис: Едвард Де Бласио Сценарио: Дајана Гулд и Скот М. Хамнер  | 13. новембар 1985.  | DY-121    | 24.20                       |
| Блејк се спрема за долазак Колбијевих. Алексис и Декс су се вратили у Молдавију да спасу краља Галена. У међувремену, Кристал је за таоца узео Џоел у Делта Роу док је Рита заузела њено место у вили.Прва појава Гарета Бојдстона, Сабеле Колби и Монике Колби. |                    |                        |                |                                                                    |                     |           |                             |
| 124 | 7                  | "Титани (1. део)"      | Ирвинг Џ. Мур  | Синопсис: Едвард Де Бласио Сценарио: Дајана Гулд и Скот М. Хамнер  | 13. новембар 1985.  | DY-121    | 24.20                       |
| Декса је заробила молдавијска војска, а Алексис је прерушена у калуђерицу безбедно прешла границу. Адам је рекао Блејку да се оженио Клаудијом, а Блејк се толико разбеснео да му је одговорио да ће променити опоруку и да ће му по новој оставити 1 долар. Породица Колби је стигла у Денвер из Калифорније. Стивен се узнемирио кад је сазнао да је Рита/Кристал позвала Семи Џо да буде у вили Карингтонових. Џеф је приметио Фалон током пријема у вили.Последња појава Џејсона Колбија и Констанц Колби. |                    |                        |                |                                                                    |                     |           |                             |
| 125 | 8                  | "Одлука"               | Гвен Арнер     | Синопсис: Роберт Сајденберг Сценарио: Дајана Гулд и Скот М. Хамнер | 20. новембар 1985.  | DY-122    | 22.40                       |
| Декс и Алексис су извукли Галена из Молдавије. Гарет Бојдстон, заступник Џејсона Колбија, се нада да ће оживети стару везу са Доминик. Мали Блејк је чуо разговор Рите и Семи Џо и брзо схватио да ова није Кристал. Аманда је рекла Мајклу да жели развод. Фалон и Мајлс су водили љубав, а Џеф се заклео да више неће пустити Фалон кад је нађе. |                    |                        |                |                                                                    |                     |           |                             |
| 126 | 9                  | "Предлог"              | Роберт Ширер   | Синопсис: Едвард Де Бласио Сценарио: Дајана Гулд и Скот М. Хамнер  | 27. новембар 1985.  | DY-123    | 20.60                       |
| Кад је стекла новчану независност нафтном бушотином коју јој је опоруком оставио покојни Волтер Ланкершим, Клаудија је решила да се поново врати у вилу Карингтонових. Мајкл је наредио Дексу да се окане Аманде. Породица је открила да Фалон није мртва него жива и да живи у Калифорнији са Мајлсом. Рита је почела да дрогира Блејка како би избегла вођење љубави са њим. Алексис је машта заголицана кад се Гален заклео да ће је учинити "најмоћнијом женом на свету". |                    |                        |                |                                                                    |                     |           |                             |
| 127 | 10                 | "Замало бекство"       | Ирвинг Џ. Мур  | Синопсис: Дајана Гулд Сценарио: Дајана Гулд и Скот М. Хамнер       | 4. децембар 1985.   | DY-124    | 21.80                       |
| Клаудија и Блејк су се посвађали кад је Блејк рекао да он управља њеном бушотином, а она се толико разбеснела да је пристала на Адамов план да узму у своје руке све што Блејк има. Како се краљ Гален опоравља у Денверу, он и Алексис су почели да смишљају како да он поврати своју моћ. Док Мајкл и Аманда покушавају да реше тешкоће у свом браку, Декс и Алексис се и даље свађају око Галена. Џоел је рекао Кристал да је замењена. |                    |                        |                |                                                                    |                     |           |                             |
| 128 | 11                 | "Четвороуглови"        | Ким Фридмен    | Синопсис: Денис Тарнер Сценарио: Дајана Гулд и Скот М. Хамнер      | 11. децембар 1985.  | DY-125    | 21.40                       |
| Риту је ухватила живчаница када је Блејк заказао лекарски преглед за "Кристал". Клаудија је размишљала да тужи Блејка због власништва око бушотина, али ју је Адам убедио да могу да имају више бушотина. Алексис је видела кад се "Кристал" наљутила на М.Б.-а. Блејк је остао затечен када му Рита није дала. |                    |                        |                |                                                                    |                     |           |                             |
| 129 | 12                 | "Крчма"                | Џером Куртленд | Синопсис: Едвард Де Бласио Сценарио: Дајана Гулд и Скот М. Хамнер  | 18. децембар 1985.  | DY-126    | 20.00                       |
| Алексис је уселила Галена у поткровље да се опоравља. Алексис и Декс су остали потресени када су видели Кристал са Џоелом у крчми, а кад им је Кристал послала знак за помоћ, Декс је осетио да нешто није уреду, али му је Алексис рекла да пусти све. У очајничком покушају да поврати своју нафтну бушотину, Клаудија је покушала да придобије Стивена у нади да би он могао да убеди Блејка да јој је врати. Кристал је подивљала кад је видела Риту са Блејком на телевизији. |                    |                        |                |                                                                    |                     |           |                             |
| 130 | 13                 | "Решење"               | Ирвинг Џ. Мур  | Синопсис: Роберт Сајденберг Сценарио: Дајана Гулд и Скот М. Хамнер | 25. децембар 1985.  | DY-127    | 17.70                       |
| Гален је лагао Алексис у вези напретка свог опоравка. Кад је М.Б. рекао Алексис да је видео Кристал како се љуби са својим лекаром, Алексис је рекла Блејку да га Кристал вара са др. Траверсом (илити Џоелом). Доминик је слаба на удварање Гарета Бојдстона. Кристал је схватила да Џоел постаје опседнут њом. Рита је почела да трује Блејка. |                    |                        |                |                                                                    |                     |           |                             |
| 131 | 14                 | "Сумње"                | Ненси Малон    | Синопсис: Дајана Гулд Сценарио: Дајана Гулд и Скот М. Хамнер       | 8. јануар 1986.     | DY-128    | 21.10                       |
| Блејку је почело да слаби здравље како је Ритино лагано тровање почело да делује. Како би обезбедио богатство Карингтонових, Џоел је рекао Рити да да кобну количину. Разбеснели Стивен се потукао са Бартом Фалмонтом због цевовода. Дексу су одобрена права за изградњу. Клаудија је одлучила да преузме борбу за бушотину у своје руке. Аманда се узнемирила кад је сазнала да Елена помаже Мајклу. Алексисина сестра Касандра Морела је пуштена из венецуеланског затвора у замену за књигу "Прича о Алексис Карингтон-Декстер". Семи Џо је открила празну бочицу отрова, а кад је о томе испитала узбуњену Риту, почела је да сумња на Џоелов смртоносни план.Прва појава Касандре Морел. |                    |                        |                |                                                                    |                     |           |                             |
| 132 | 15                 | "Узбуна"               | Ким Фридмен    | Синопсис: Едвард Де Бласио Сценарио: Дајана Гулд и Скот М. Хамнер  | 15. јануар 1986.    | DY-129    | 20.40                       |
| Гален је смислио план како да поврати свој престо док је Елена кад је видела да су пучисти у опасности затражила Мајклову помоћ. Карес је стигла у Денвер и одмах је почела да нашироко истражује Алексис. Џоел се намерио да побегне у Јужну Америку са Кристал, а не Ритом. Адам је искористио Блејково стање и преварио га да му потпише пуномоће. Адам је разговарао са Клаудијом, али је она и даље сумњичава па је наставила да покушава да докаже своје власништво над бушотином. Семи Џо је натерала Риту да јој каже за план тровања Блејка па је упозорила Стивена. На Ритине очи, Блејк је претрпео наизглед срчани удар и пао низ степенице у вили Карингтонових. |                    |                        |                |                                                                    |                     |           |                             |
| 133 | 16                 | "Будност"              | Ирвинг Џ. Мур  | Синопсис: Денис Тарнер Сценарио: Дајана Гулд и Скот М. Хамнер      | 22. јануар 1986.    | DY-130    | 24.20                       |
| После пада низ степенице, Блејк је хитно примљен у болницу. Блејк се у несвести сетио тренутка пре пада и схватио да "Кристал" није Кристал. Гален је наставио са својом лакрдијом и тражио је два милиона долара од Алексис која ништа не сумња за разлику од Декса. Рита се преплашила кад је Блејк захтевао да му каже ко је она па је побегла код Џоела, али је налетела на Кристал и између њих је настала велика туча. Семи Џо је помогла Кристал да побегне од Рите, али их је ухватио Џоел. |                    |                        |                |                                                                    |                     |           |                             |
| 134 | 17                 | "Несрећа"              | Ким Фридмен    | Синопсис: Едвард Де Бласио Сценарио: Дајана Гулд и Скот М. Хамнер  | 29. јануар 1986.    | DY-131    | 23.90                       |
| Кад је Џоел ухватио Кристал и Семи Џо у Делта Роу, Кристал се правила да је Рита па су побегле. Блејк и Кристал су поново заједно, али Кристал још прогања ружан сан о Џоелу. Иако је била бесна на Семи Џо, Кристал је одлучила да не подиже тужбу. Џоел је, верујући да је Рита Кристал, открио свој план да поведе Кристал у Јужну Америку. Док су бежали из Денвера, Рита се посвађала са Џоелом због чега су кола слетела с' пута. Полиција је касније обавестила Блејка да тела нису пронађена у олупини. Алексис је покушала да докаже да је Кристал била у везу са Џоелом док је била на салашу па је избацила причу у таблоид. Декс је покушао да докаже да Гален може да хода, али како му план није успео, Алексис се све више одаљила од њега. Доминик се изненадила кад је њена ћерка Џеки дошла у Денвер из Европе. Клаудија је пронашла др. Едвардса у Монтани.Последња појава Џоела Абригора. |                    |                        |                |                                                                    |                     |           |                             |
| 135 | 18                 | "Успомене"             | Роберт Ширер   | Синопсис: Дајана Гулд Сценарио: Дајана Гулд и Скот М. Хамнер       | 5. фебруар 1986.    | DY-132    | 20.20                       |
| На Алексисину заповест, новинарка прерушена у дадиљу је дошла на имање Карингтонових да разговара са Кристал. Кристал је морило сазнање да је друга жена живела њен живот. Блејк је напао Адама због немарности због које је пуштена новинарка на имање. Фалон се вратила кући због утехе и подршке, скривајући чињеницу да ју је Мајлс силовао. Три брака су у опасности јер је Клаудија послала Адаму опроштајно писмо, Аманда обавестила Мајкла да ели развод, а Декс ухватио Алексис са круном како се огледа као молдавијска краљица па је оставио. Гален је случајно открио свој опоравак сину и навалио да Мајкл сачува свој брак. Аманда је касније пронашла пијаног Декса па га је отпратила у собу где су страствено водили љубав. Алексис је сазнала да је Карес слободна па је затражила помоћ Зека Пауерса како би спречила могућу невољу. |                    |                        |                |                                                                    |                     |           |                             |
| 136 | 19                 | "Развод"               | Ирвинг Џ. Мур  | Синопсис: Сузан Баскин Сценарио: Дајана Гулд и Скот М. Хамнер      | 12. фебруар 1986.   | DY-133    | 22.50                       |
| Алексис је ухватила Декса и Аманду у кревету па је сутрадан отишла на Сент Томас да се разведе од Декса. Гален је рекао Дексу да је изгубио Алексис заувек и да ће она сад бити његова краљица. Адаму је мрско што Блејк намерава да стави Стивена у одбор директора. Док је био на пријему, Адам је видео Барта Фалмонта и Стивена заједно па је погрешно протумачио да међу њима има нешто више. Он је одмах смислио план да дође против оптужујућих доказа против сенатора. Гарет је упознао Џеки, а кад је сазнао колико има година и за трагичан губитак њеног оца, он је одмах посумњао да је она његова ћерка. Кад се вратила из Сент Томаса, Алексис је ухватила Галена како телефонира и схватила да је глумио непокретност. Потом се разбеснела и избацила га из стана, али је задржала круну и драгуље које јој је поклонио. |                    |                        |                |                                                                    |                     |           |                             |
| 137 | 20                 | "Одлазак"              | Ирвинг Џ. Мур  | Синопсис: Денис Тарнер Сценарио: Дајана Гулд и Скот М. Хамнер      | 19. фебруар 1986.   | DY-134    | 22.60                       |
| Блејк је постао опседнут привођењем Џоела и Рите. Кристал и Семи Џо су почеле да се мире кад је Кристал приметила колико се Семи Џо каје. Мајкл је обавестио Аманду да је Гален отишао у Лисабон, али су му жеље за очувањем брака пале у воду кад му је она рекла да воли Декса. Алексис је прекинула сваку везу са Дексом што га је још више окренуло Аманди. Адам је смислио да добије политичку битку тако што ће објавити Бартов педерлук упркос Стивеновим просведима. Карес је изненада посетила Алексис. Алексис је сањала да су она и Блејк поново заједно, али када ју је Блејк јако брзо вратио у стварност, она се заклела да ће уништити Блејкову моћ у "Денвер−Карингтону".Последња појава краљевића Мајкла. |                    |                        |                |                                                                    |                     |           |                             |
| 138 | 21                 | "Бен"                  | Ким Фридмен    | Синопсис: Едвард Де Бласио Сценарио: Дајана Гулд и Скот М. Хамнер  | 26. фебруар 1986.   | DY-135    | 19.80                       |
| Због кризе у Хонг Конгу Блејк је морао у иностранство тако да је Кристал остала да представља друштво на пријему поред Алексис. Кад је Алексис јавно попљувала Блејкову личност, настала је огромна свађа након које су се њих две потукле у блату. Иако Барт и Стивен не могу да се договоре око цевовода, њих двојица се свиђају један другом. Барт је тајно признао да су он и његов бивши цимер били љубавници, али није знао да лични истражитељ ког је Адам унајмио прикупља такве податке. Гарет је питао живчану Доминик ко је Џекин отац. Његове сумње су се повећале кад је она одбила да одговори. Како је и даље осећала кривицу због краха Џоела и Рите, потиштена Семи Џо је намерила да напусти Денвер, али ју је Блејк саосећајно замолио да остане. Алексис је сазнала да у Аустралији као пустињак живи Бен Карингтон. Како јој је освета била подстрек, она га је намамила у Денвер у нади да ће сукобити двојицу браће. Кад се вратила, Алексис је добила топао поклон који јој је следио крв у жилама − Карес се уселила код ње.Прва појава Бенџамина Карингтона. |                    |                        |                |                                                                    |                     |           |                             |
| 139 | 22                 | "Маскембал"            | Џером Куртленд | Синопсис: Роберт Сајденберг Сценарио: Дајана Гулд и Скот М. Хамнер | 5. март 1986.       | DY-136    | 22.00                       |
| Док је давала изјаву за штампу коју је направила, Алексис је рекла да ће приредити добротворни маскембал у вили Карингтонових. Кад се вратио из Хонг Конга, Блејк је невољно пристао да буде домаћин у нади да ће успети да убеди бившег сенатора Бака Фалмонта да измени свој став у вези цевовода. Кад се јавила на позив упућен сестри, Алексис је сазнала за Каресин план у вези писања књиге о њеном разузданом животу. Гарет је напао Доминик у вези тога што на Џекиној крштеници место имена оца пише "непознат". Доминик је порекла Гаретова алудирања да је он Џекин отац. Током маскембала, Барт Фалмонт је показао Стивену наслов сутрашњих новина у ком пише да је имао љубавника педера. Стивен је одмах посумњао на Адама па је настала туча. Алексис је покренула план Блејковог уништеља кад је Бен скинуо кринку и представио се као Блејков брат.Прва појава Клеја Фалмонта. |                    |                        |                |                                                                    |                     |           |                             |
| 140 | 23                 | "Позиви за суд"        | Ирвинг Џ. Мур  | Синопсис: Едвард Де Бласио Сценарио: Дајана Гулд и Скот М. Хамнер  | 12. март 1986.      | DY-137    | 22.60                       |
| Алексисино изненађење кад је Бен скинуо кринку запрепастило је Блејка, али није имала много времена за славље јер јој је Бен запретио да ће јој бити најљући непријатељ ако им план не успе. Аманда се сломила кад јој је Декс признао да је не воли. Бесан на Адама што је објавио Бартову прошлу везу, Стивен је поново започео тучу са братом. И Блејк је укорио Адама, али због објављене приче, бивши сенатор Бак Фалмонт морао је да повуче забрану за цевовод. Клаудија се вратила и иселила из виле Карингтонових. Како су јој сумња око тога ко јој је отац расле, Џеки је звала у Париз и тражила да јој пошаљу крштеницу. Упркос Кристалином настојању, Блејк је одбио да разговара о отуђености од брата. Блејку је Бен рекао да се вратио у Денвер да оспори очеву опоруку. Како је открила Каресин злокобни план, Алексис је тајно купила издавачку кућу која треба да објави њено штетно дело. Не знајући за сестрин поступак, Карес је наставила да пише и лови немилосрдну Алексис. |                    |                        |                |                                                                    |                     |           |                             |
| 141 | 24                 | "Суђење (1. део)"      | Мајкл Хјуго    | Синопсис: Денис Тарнер Сценарио: Дајана Гулд и Скот М. Хамнер      | 19. март 1986.      | DY-138    | 21.30                       |
| Кад је купила друштво које је требало да објави Каресину књигу "Најдража сестра", Алексис је прославила јер је срушила сестрин сан о богатству и слави. Џеки је сазнала да на крштеници за оца пише "непознат". Доминик је позвана да сведочи на Блејковом суђењу па није имала времена да то објасни Џеки због чега је она отишла у сузама. Желећи наследство које му је ускраћено, Бен је оптужио Блејка да је окренуо оца против њега. Блејково стечено богатство је угрожено због сведочења њему најближих. Упркос Беновим неоснованим оптужбама, Блејков случај је остао јак све док Алексис није сведочила против њега. |                    |                        |                |                                                                    |                     |           |                             |
| 142 | 25                 | "Суђење (2. део)"      | Дон Медфорд    | Синопсис: Денис Тарнер Сценарио: Дајана Гулд и Скот М. Хамнер      | 26. март 1986.      | DY-139    | 20.20                       |
| Блејкове наде су се оствариле када је кључни сведок Френклин признао да му је Алексис платила да измени исказ. Али Френклин је касније дошао на суд мортус пијан и није успео да одговорни ни на једно питање. Разјарен због пијанства сведока, судија је пресудио у корист Бена па је Блејк остао принуђен да му преда четвртину имовине. Блејк се заклео да ће да се жали и постао је одлучан да пронађе тајанствену жену која може да скине љагу са његовог имена. Барт је испао из избора за сенат када је у новинама објављен његов педерлук. Декс је понудио Клеју Фалмонту посао на цевоводу. Док су Блејк и Декс разматрали планове цевовода, један бесан бивши радник је намерно изазвао могућу кобну несрећу. Супруга Бака Фалмонта Емили је спремна да призна да су се она и Бен видели у ноћи кад је Елен Карингтон трагично изгубила живот. Плашећи се открића, Бен је упозорио Емили какву би то бруку направило. У међувремену, Блејк је спремио план да уништи Алексис тако што ће преузети друштво "Колби". |                    |                        |                |                                                                    |                     |           |                             |
| 143 | 26                 | "Глас"                 | Ирвинг Џ. Мур  | Синопсис: Едвард Де Бласио Сценарио: Дајана Гулд и Скот М. Хамнер  | 2. април 1986.      | DY-140    | 21.10                       |
| Оптужбе против Блејка изнесене на суђењу довеле су до пада деоница "Денвер−Карингтона". На хитном састанку одбора, Блејк је замало смењен са места председавајућег када је члан одбора Мартин Гејнс гласао против њега. Блејк је службено изнео план за преузимање друштва "Колби" чиме је повратио подршку, а Стивен је био одлучујући глас. Декс је орктио да су Алексис и Бен "присно" умешани у план уништења Блејка. Карес је понудила Блејку помоћ. Док је претресала Адамову пословницу, Клаудија је открила спис којим је добио пуномоће па је то искористила да га уцени. Кад је Џеки побегла, узрујана Доминик се обратила Гарету за помоћ и признала да је он отац. Аманда је запала у опасну потиштеност јер не може да нађе посао, а Алексис је и даље хладно одбија. |                    |                        |                |                                                                    |                     |           |                             |
| 144 | 27                 | "Упозорење"            | Дон Медфорд    | Синопсис: Дајана Гулд Сценарио: Дајана Гулд и Скот М. Хамнер       | 9. април 1986.      | DY-141    | 21.00                       |
| Одлучна да помогне Блејку, Карес је одлучила да открије ко је тајанствена жена са којом је Бен био оне ноћи кад му је мајка погинула и на крају је открила да је то Емили Фалмонт. У очајничком покушају да дође до новца за куповину друштва "Колби", Блејк је привремено препустио управу над "Кристал Холдингсом" Бобу Ешмору у замену за позајмицу од 100 милиона долара. ШТета Блејку се повећала кад је Ешмор телефонирао Бену и честитао му на успешној победи над Блејком који ништа не сумња. Како Бенов план за уништење брата није био довољно јак, Алексис се спремила да да кинеској влади кривотворене списе по којима их Блејк вара за налазе бушотинама на Јужно-кинеском мору. Клаудија је запретила Адаму да ће открити његово пуномоће над "Денвер−Карингтоном" уколико јој се украдена бушотина не врати. |                    |                        |                |                                                                    |                     |           |                             |
| 145 | 28                 | "Вапај"                | Ирвинг Џ. Мур  | Синопсис: Скот М. Хамнер Сценарио: Дајана Гулд и Скот М. Хамнер    | 16. април 1986.     | DY-142    | 19.20                       |
| Како му је очајнички требала позајмица, Блејк ју је прихватио од блискоисточног нафтног мангата Фарука Ахмеда, не знајући да Алексис стоји иза тога. Карес је обавестила да је са Емили Фалмонт бен био оне ноћи кад му је мајка погинула и оставила му је књигу "Најдража сестра" као додатни материјал против Алексис. Блејк је разговарао са Емили, а она се сломила и признала. Видевши како јој је, Блејк јој је обећао да ће се борити против Бена без њеног сведочења. Борећи се сама са собом, Џеки је размислила о свом на пречац изведеном бекству. Кад се вратила кући, Џеки се потресла кад је сазнала да јој је Гарет отац. Адам је попустио пред Клаудијином уценом па јој је пребацио власништво над бушотином. Осећајући се усамљено и искусивши још једно хладно одбацивање од Алексис, све потиштенија и потиштенија Аманда је покушала да се убије. |                    |                        |                |                                                                    |                     |           |                             |
| 146 | 29                 | "Спас"                 | Ненси Малон    | Синопсис: Денис Тарнер Сценарио: Дајана Гулд и Скот М. Хамнер      | 30. април 1986.     | DY-143    | 19.50                       |
| Алексис је пронашла Аманду у несвести у "Ла Миражу" и хитно је одвела у болницу. Доминик је запросила Гарета па су њих двоје почели да припремају свадбу. Стивен се боји да не изгуби старатељство над Денијем ако се Семи Џо уда за Клеја Фалмонта. Карес је тражила десет посто од Беновог дела наследства у замену за ћутање у вези Емили Фалмонт. Бен је пристао, али је тајно средио да врате Карес у Каракас на дослужење казне. Алексис се спрема да тражи од Блејка назад милијарду долара које му је позајмила како би добила управу над бушотином на Јужно-кинеском мору. Преко своје везе Каија Луа, Алексис је средила састанак са кинеским министарством за нафту. Али не зна за Бенов договор са Луом. |                    |                        |                |                                                                    |                     |           |                             |
| 147 | 30                 | "Двострука превара"    | Дон Медфорд    | Синопсис: Дајана Гулд Сценарио: Дајана Гулд и Скот М. Хамнер       | 14. мај 1986.       | DY-144    | 20.50                       |
| Сигуран да ће га бушотине на Јужно-кинеском мору спасити, Блејк је купио велики број деоница друштва "Колби". Користећи његово неугодно стање, Алексис је кривотворила Блејков извештај о бушењу нафте. Блејку је запретио стечај када га је кинески министар нафте Хан оптужио за варање и рекао да можда бушотине више неће бити под његовом управом. Декс је открио Бенову сумњиву прошлост Алексис. Занемарујући Дексово упозорење, Алексис је заједно са Блејком улетела у Бенову клопку. Кристећи бруку на суду и књигу "Најдража сестра" да оцрни моћ "Денвер−Карингтона" и друштва "Колби", Бен је стекао пуну управу над бушотинама на Јужно-кинеском мору. Стивен је покушао да истражи Адамове чуване списе, али су они били уништени пре него што је он стигао да истражи братовљеву тајну коју зна да крије. Доминик припрема свадбу. Страствена осећања су се подигла кад су Семи Џо и Клеј провели вече уз свеће. |                    |                        |                |                                                                    |                     |           |                             |
| 148 | 31                 | "Избор (илити) освета" | Ирвинг Џ. Мур  | Синопсис: Едвард Де Бласио Сценарио: Дајана Гулд и Скот М. Хамнер  | 21. мај 1986.       | DY-145    | 21.90                       |
| Блејк је остао потресен кад су новине објавила Бенову куповину бушотина на Јужно-кинеском мору. Раздражена Клаудија је напала Блејка због црпљења нафте са бушотине Ланкершим 1 због чега је бушотина пресушила и открила му да га је Адам преварио да му потпише пуномоће. Сит Бенових и Алексисиних муљања, Блејк је срећан дао завереницима примерке књиге "Најдража сестра" које је такође дао и гладним новинарима. Фарук Ахмед је отказао Блејку позајмицу од милијарду долаара, али је захтевао да му овај врати 250 милиона и обавестио га да Алексис стоји иза позајмице, а она је тражила тих 250 милиона у деоницама "Денвер−Карингтона". На веридби Доминик, Семи Џо и Аманда су се потукле око Клеја и упале у базен, а Аманда је држала беспомоћну Семи Џо под водом. Доминикина срећа је кратко трајала јер је сазнала да Гарет уопште није био ожењен раније. Док је била у својој соби, Клаудија је постала све неуравнотеженија и неуравнотеженија па је случајно запалила собу док је испод трајало славље. Блејк и Кристал су се вратили у вилу Карингтонових где их је дочекала похлепна Алексис и рекла да је купила сву њихову имовину па и вилу Карингтонових. Блејк се разбеснео и почео да је дави.Последња појава Клаудије Блајздел и Гарета Бојдстона. |                    |                        |                |                                                                    |                     |           |                             |

## Пријем
У шестој сезони, Династија је заузела седмо место гледаности са просечним бројем гледалаца од 21,8 милиона.